# Maghadena malagasy
Maghadena malagasy är en fjärilsart som beskrevs av Pierre E.L. Viette 1968. Maghadena malagasy ingår i släktet Maghadena och familjen nattflyn. Inga underarter finns listade i Catalogue of Life.